# Senecio leucanthemifolius
A Senecio leucanthemifolius a fészkesvirágzatúak (Asterales) rendjébe és az őszirózsafélék (Asteraceae) családjába tartozó faj.

## Előfordulása
A Senecio leucanthemifolius eredeti előfordulási területe négy részre tagolódik. A nyugati elterjedése Franciaországban és Spanyolországban van, míg a déli és keleti állományai Korzikán, Szardínián, Szicílián, Görögországban és északra egészen Fehéroroszországig találhatók meg. A másik két elterjedési területe Európán kívül található meg, az egyik Észak-Afrikában, a másik pedig Törökország ázsiai részén (délre egészen Izraelig) és a Kaukázus déli felén van.
Ezt a növényfajt betelepítették a Brit-szigetre, Európa északi részeire, beleértve Skandináviát (kivéve Finnországot) is, valamint a balti országokba és Olaszország kontinentális részére.

## Alfajai
Ehhez a növényfajhoz az alábbi alfajok tartoznak :
- Senecio leucanthemifolius subsp. caucasicus (DC.) Greuter
- Senecio leucanthemifolius subsp. cyrenaicus (E.A.Durand & Barratte) Greuter
- Senecio leucanthemifolius subsp. leucanthemifolius Poir.
- Senecio leucanthemifolius subsp. mauritanicus (Pomel) Greuter
- tavaszi aggófű (Senecio leucanthemifolius subsp. vernalis) (Waldst. & Kit.) Greuter - Bár régóta Senecio vernalis néven ismert, egy 2008-as tanulmány a Senecio leucanthemifolius Poir. alfajaként azonosította.[1]

## Képek

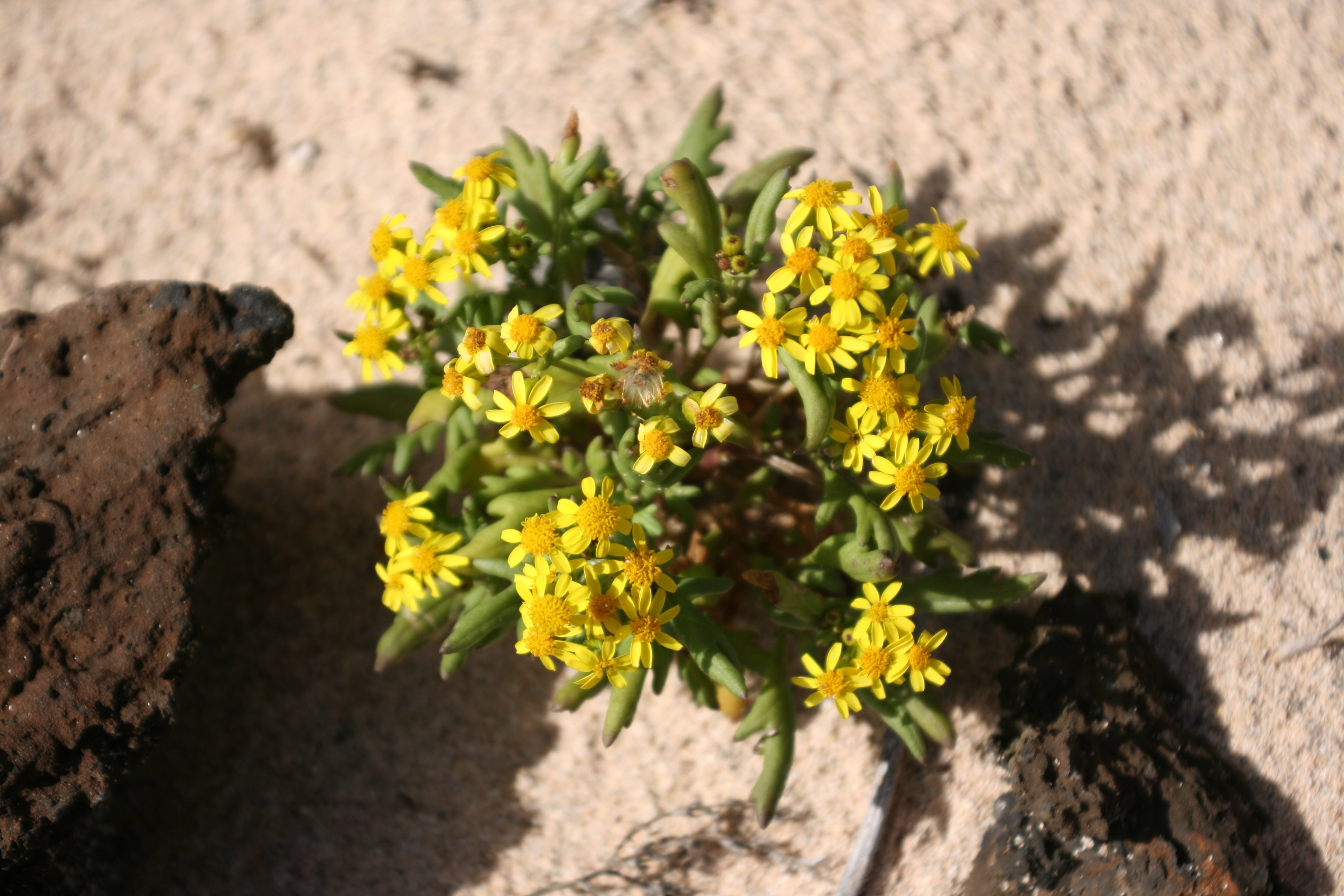
a növény
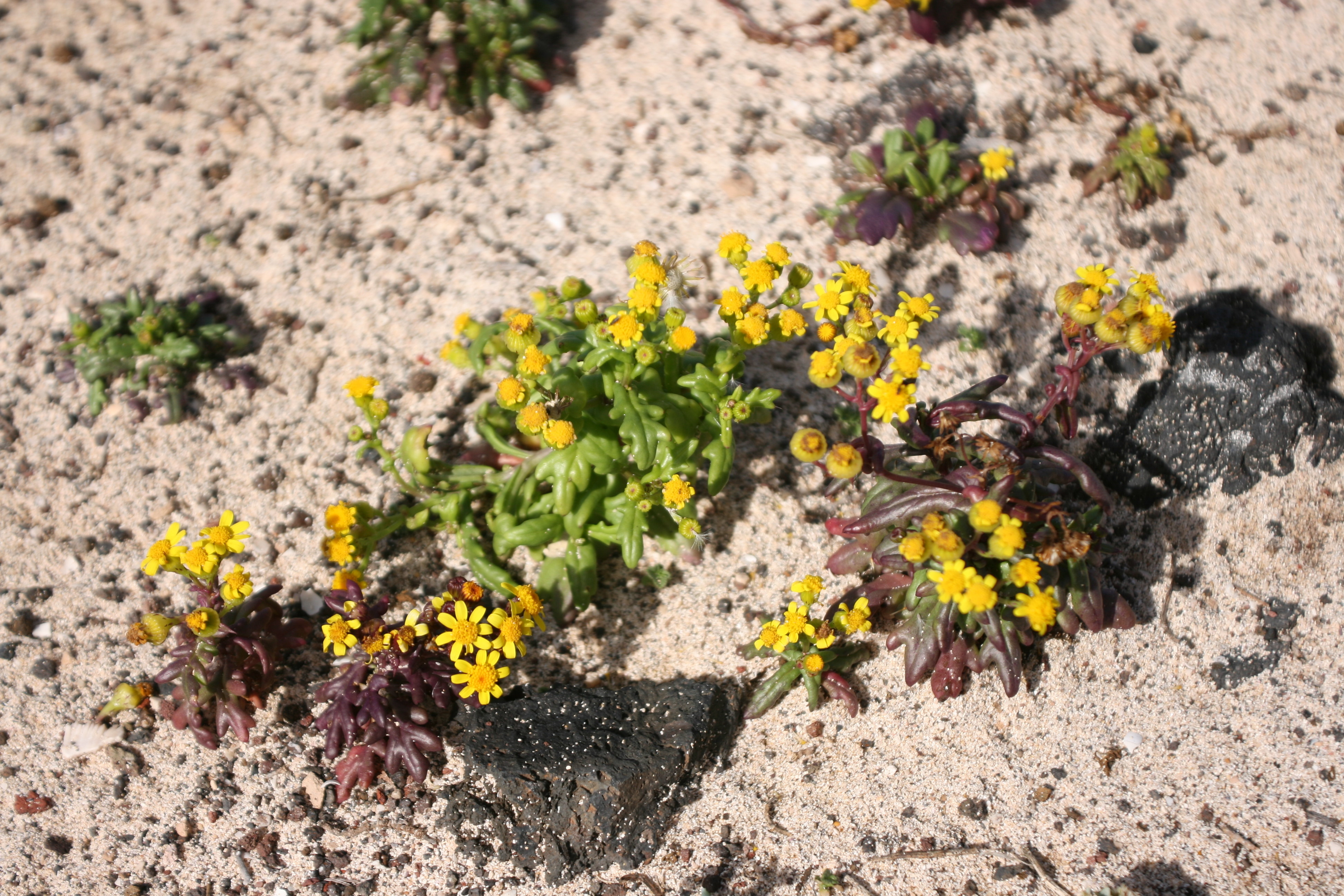
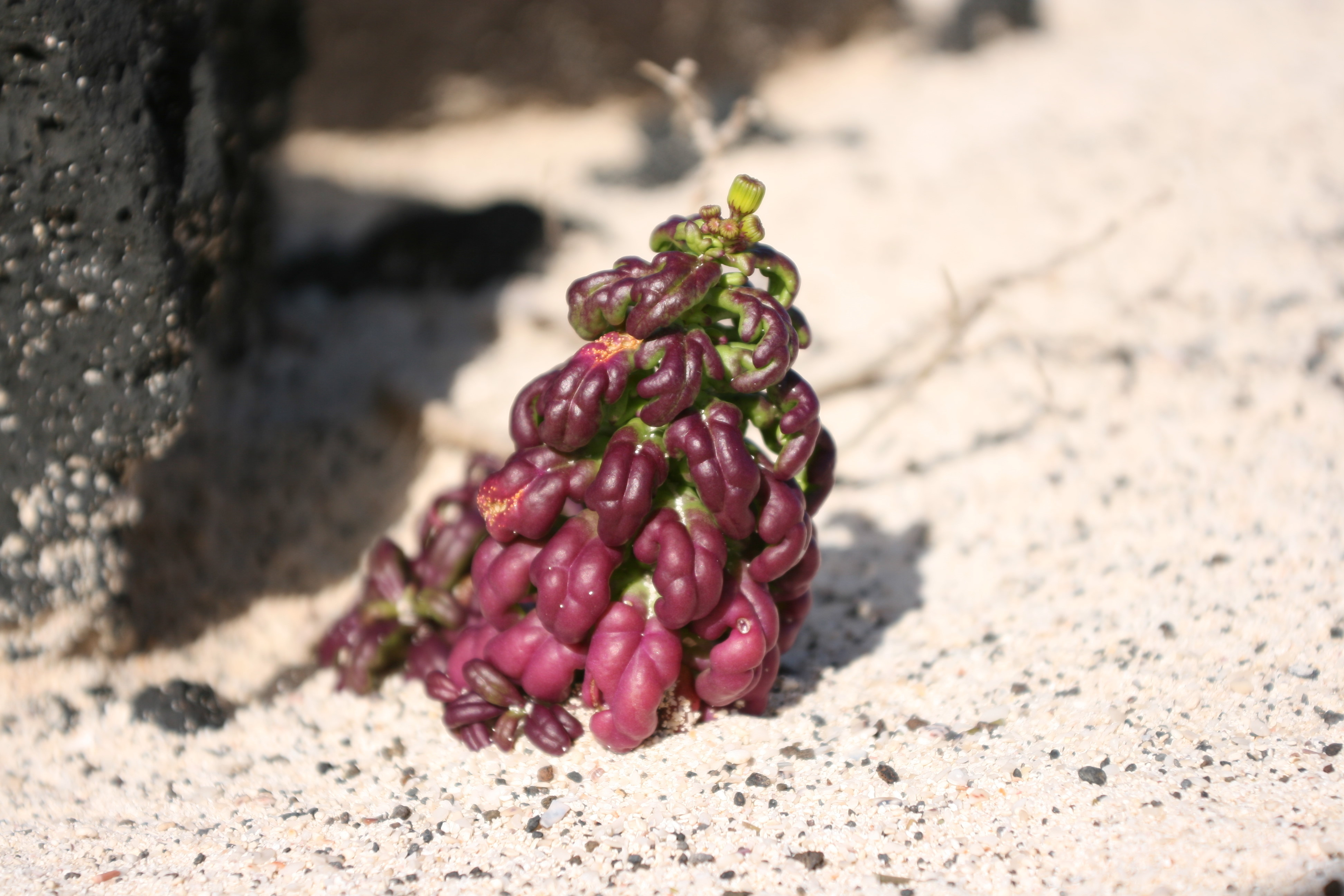
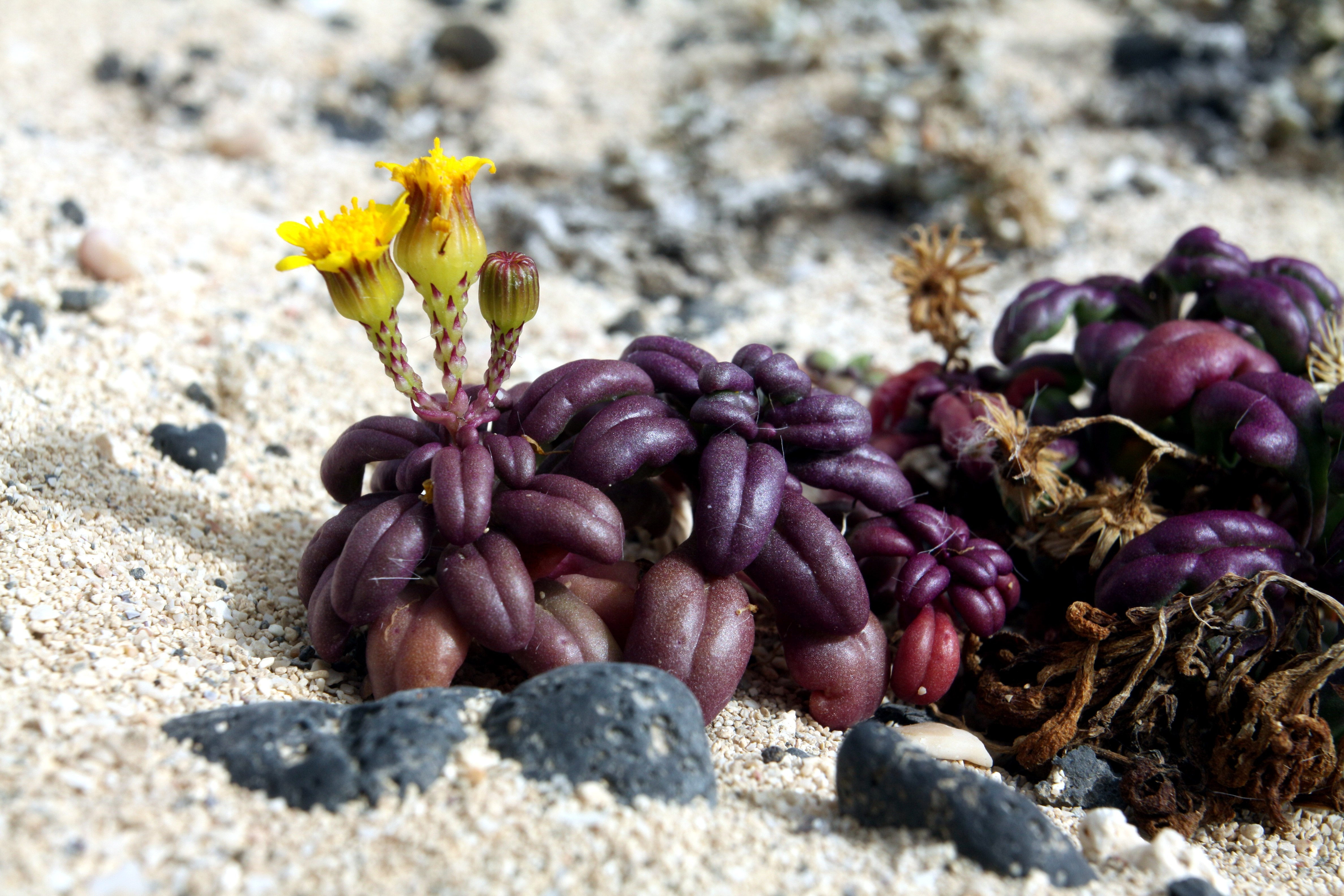
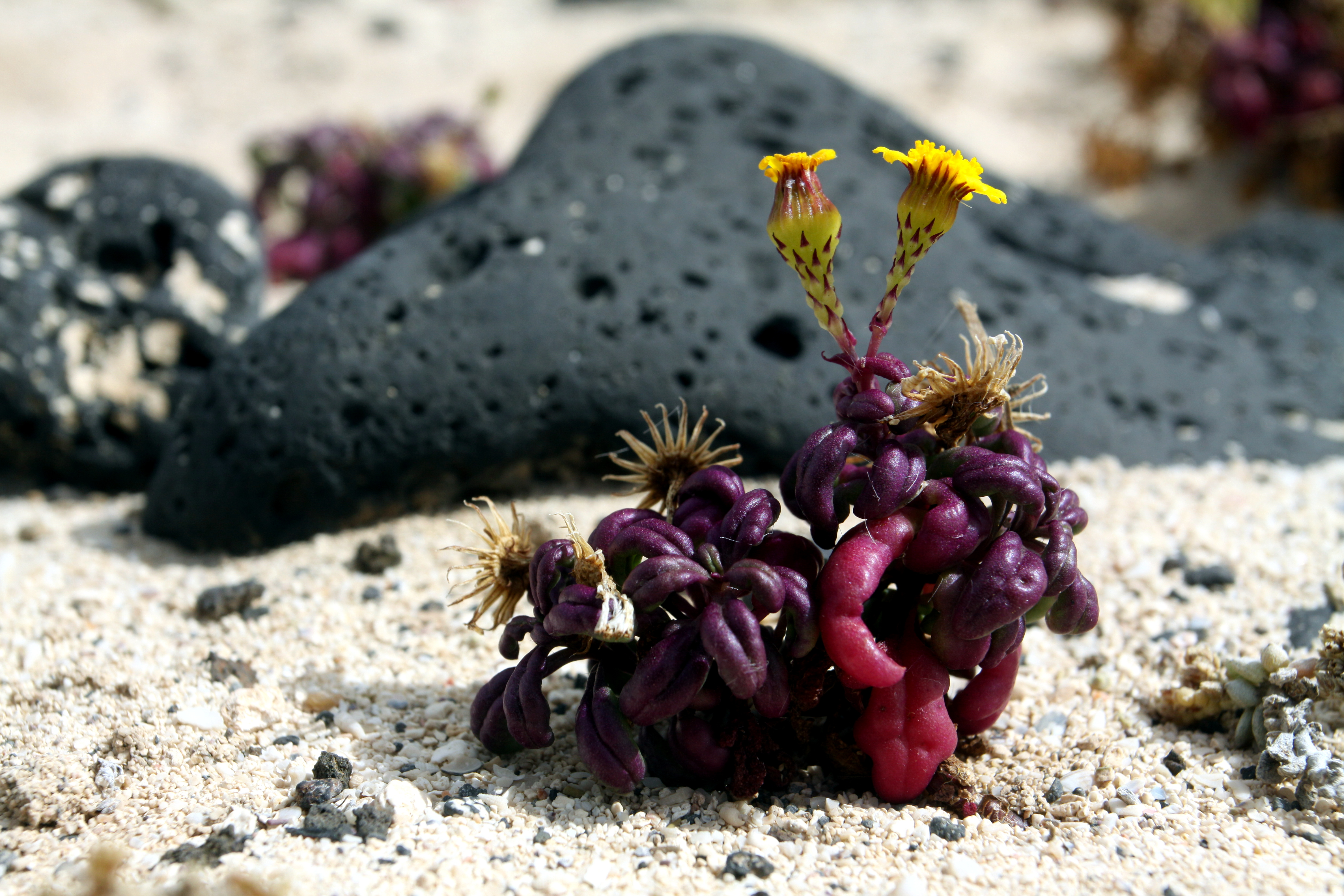
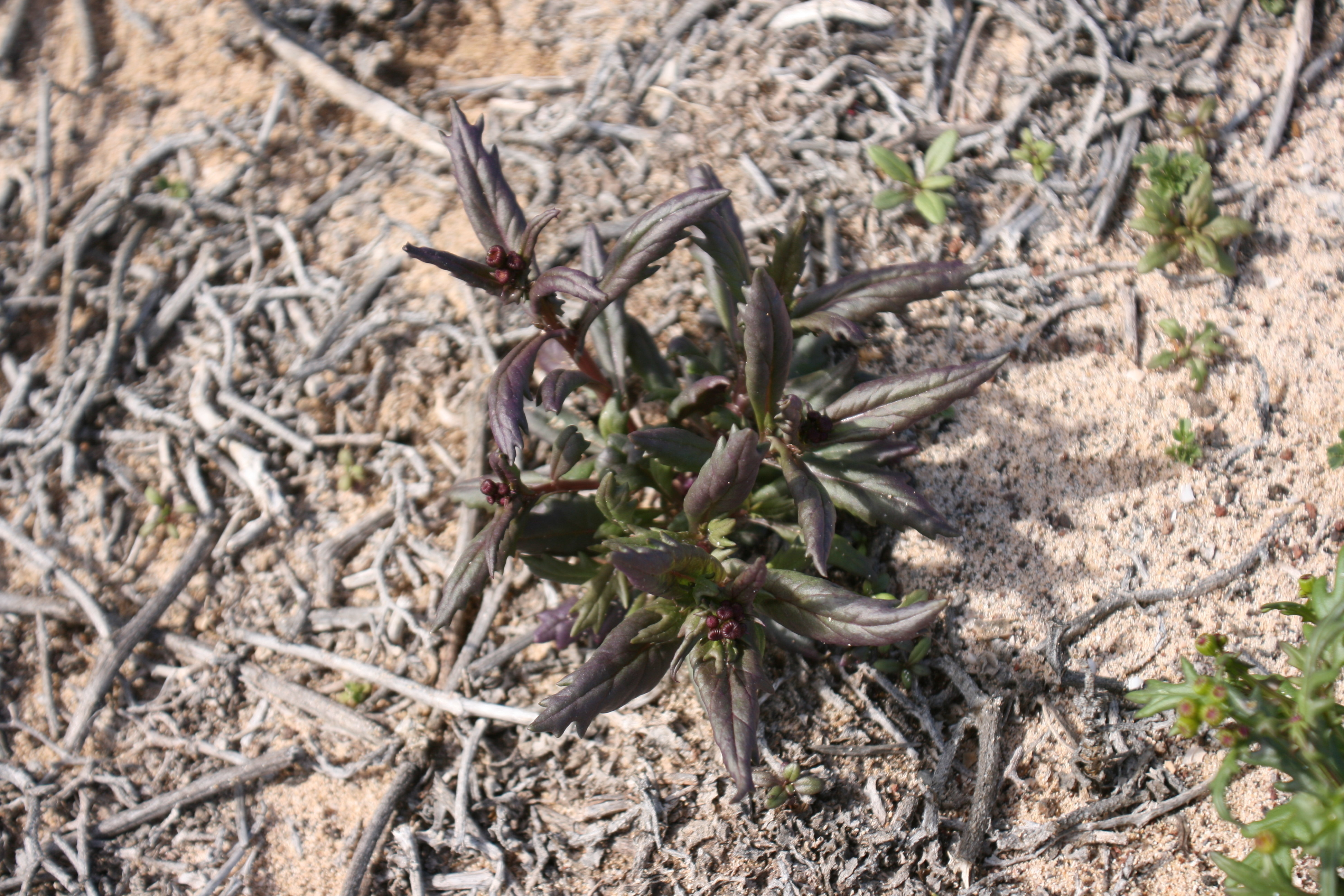
fiatal példány
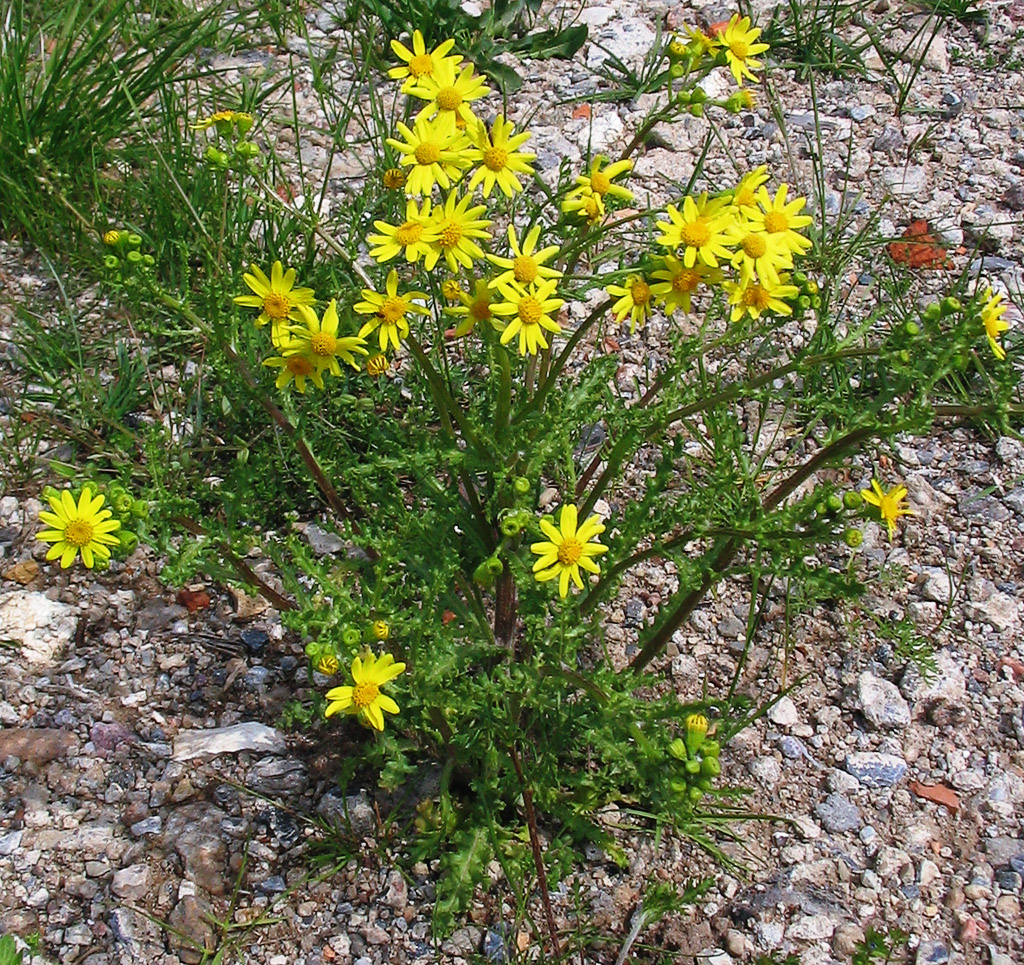
tavaszi aggófű és
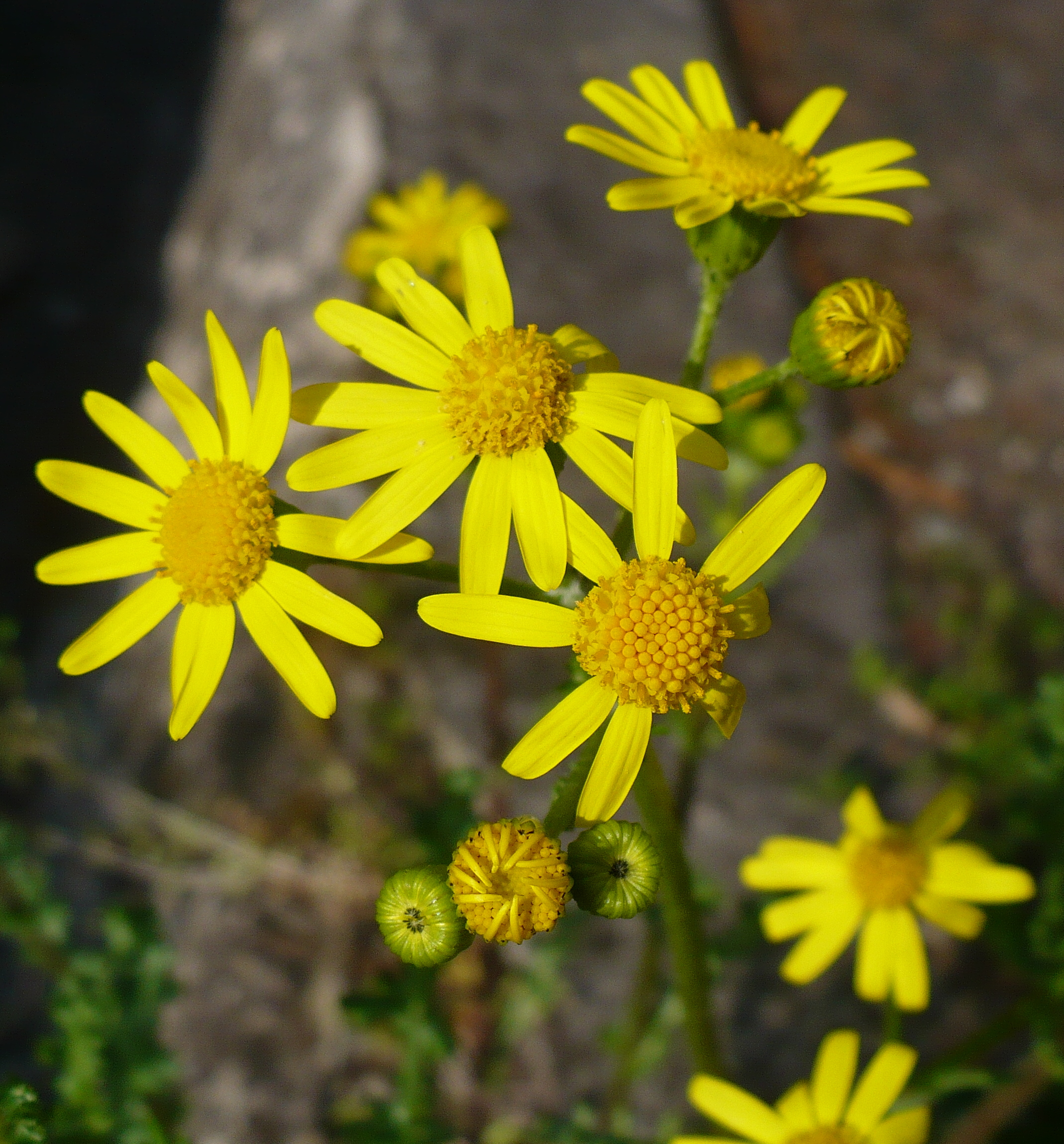
annak virágai